# رمی کمبل
رمی کمبل (انگلیسی: Remaye Campbell؛ زادهٔ ۷ ژوئیهٔ ۲۰۰۰) بازیکن فوتبال اهل بریتانیا است.
از باشگاه‌هایی که در آن بازی کرده‌است می‌توان به باشگاه فوتبال نوتس کانتی اشاره کرد.